# Philippe Thomas (industriel)
Pour les articles homonymes, voir Philippe Thomas et Thomas.
Philippe Thomas, né le 25 février 1918 à Paris 16e et mort le 1er août 2006, est un haut fonctionnaire français et industriel français.

## Biographie

### Famille
Philippe Thomas est le fils de Pierre Auguste Edmond Thomas, Ingénieur des arts et métiers, et de Marthe Marie Guenepin. Son père est ingénieur des Arts et Métiers et gère une entreprise familaiale de constructions métalliques et de serrurerie à Paris. 
Philippe Thomas a un fils polytechnicien (X 1962), Alain Thomas, né le 16 septembre 1942 à Digne, qui devient membre du corps des Mines.

### Études et début de carrière
Philippe Thomas entre à l’École polytechnique en 1937 (classé 66e) pour en sortir à un bon rang (13e). Il est mobilisé en septembre 1939, fait prisonnier en juin 1940, et réussit à s’évader en septembre. Il est embauché comme ingénieur par l’entreprise Alais, Froges & Camargue (AFC), devenue, en 1951, Pechiney. Il travaille à l’usine électrochimique de Saint-Auban (Basses-Alpes). 
Il redevient militaire de février à août 1945. En 1946, il réussit le concours pour entrer à l’Inspection des finances. Il effectue d'abord quelques tâches d'inspection. En 1948, on le trouve au Contrôle général des territoires occupés. Il entre au cabinet du ministre du Commerce et de l’Industrie,  Robert Lacoste, comme chargé de mission, puis à celui de Jean-Marie Louvel, comme conseiller technique en 1949, puis directeur de cabinet en 1951. 

### Carrière à Pechiney
En 1952, il retourne à Pechiney. Il est d'abord l'adjoint du directeur de la division électrométallurgique. En 1955, il devient directeur de l’électrothermie, « avec la responsabilité de l’usine de Chedde, en Haute-Savoie, et du service commercial chargé de la vente des chlorates et des ferros ». En 1959, il redresse la filiale de chimie organique Organico et la vend en 1964 à la Société nationale des pétroles d’Aquitaine. 
En 1960, il devient directeur général adjoint, c'est-à dire n°3 de la société derrière Raoul de Vitry, président-directeur général (PDG) et Pierre Jouven, directeur général (DG). En 1968, il devient DG lorsque Jouven devient PDG. En 1969, Jouven et Thomas se débarrassent de leurs activités chimiques déficitaires en vendant PSG à Rhône-Poulenc.
En 1971, Thomas donne un avis défavorable à la fusion avec Ugine Kuhlmann, mais Jouven décide néanmoins la fusion sous la pression de son camarade et ami Pierre Grézel, PDG de Ugine Kuhlmann. Jouven devient alors PDG du groupe fusionné de 100 000 salariés, PUK, et Thomas est directeur général (n°2 du groupe). « La première tâche de Philippe Thomas, le nouveau directeur général de PUK, fut d'imposer une discipline de gestion à cet ensemble hétérogène et très complexe ». Des contrôleurs de gestion sont alors mis en place au niveau des entités et les investissements surveillés au niveau de la holding. Toutefois, « ce système se révéla très insuffisant pendant cette période troublée (1971-1981), car il n'arrivait pas à convaincre le pouvoir exécutif d'agir. Le système avait d'ailleurs deux lacunes, une faiblesse chronique dans l'étude des marchés et un manque d'analyse dans la politique concurrentielle. Le tout était administré par des hommes qui défendaient aveuglément leur fief ». 
Thomas succède à Jouven comme PDG du groupe PCUK en 1975. Le groupe reste bénéficiaire jusqu’en 1980, et Thomas ne modifie pas sa structure de conglomérat. La branche aluminium continue à faire des bénéfices, épongés par les pertes des branches chimie et aciers spéciaux héritées d'Ugine-Kuhlmann. Thomas supprime plus de 10 000 emplois de 1975 à 1981. « Le résultat global fortement négatif apparu en 1981 ne le met pas en situation de pouvoir résister à la nationalisation de février 1982 ». Philippe Thomas est remplacé par Georges Besse.
La nationalisation devait indemniser les actionnaires sur la base de la valeur moyenne des derniers cours boursiers. Ceux-ci étaient extrêmement faibles, valorisant la société à environ un tiers des investissements effectués lors des 5 dernières années, et Thomas obtient difficilement une indemnité des actionnaires légèrement supérieure, qui valorise la société à 3,6 milliards de francs, faible toutefois par rapport aux 9,4 milliards de francs supplémentaires que l'Etat va devoir injecter pour sauver l'entreprise de 1982 à 1984.